# Monako na Letnich Igrzyskach Olimpijskich 2024
Monako na Letnich Igrzyskach Olimpijskich 2024 – występ kadry sportowców reprezentujących Monako na igrzyskach olimpijskich, które odbyły się w Paryżu we Francji, w dniach 26 lipca – 11 sierpnia 2024.
Reprezentacja Monako liczyła sześcioro zawodników – trzy kobiety i trzech mężczyzn, którzy wystąpili w 5 dyscyplinach.
Był to dwudziesty drugi start Monako na letnich igrzyskach olimpijskich.

## Reprezentanci

### Judo
| Zawodnik      | Konkurencja | 1/32             | 1/16             | Ćwierćfinał      | Półfinał         | Repasaże         | Finał / 3. miejsce | Finał / 3. miejsce | Źródła |
| Zawodnik      | Konkurencja | Przeciwnik Wynik | Przeciwnik Wynik | Przeciwnik Wynik | Przeciwnik Wynik | Przeciwnik Wynik | Przeciwnik Wynik   | Pozycja            | Źródła |
| ------------- | ----------- | ---------------- | ---------------- | ---------------- | ---------------- | ---------------- | ------------------ | ------------------ | ------ |
| Marvin Gadeau | +100 kg (m) | BYE              | Granda P 00-10   | NQ               | NQ               | NQ               | NQ                 | NQ                 | [ 1 ]  |

### Lekkoatletyka
| Zawodnik                | Konkurencja       | Runda 1  | Runda 1 | Runda 2  | Runda 2 | Półfinał | Półfinał | Finał    | Finał   | Źródło |
| Zawodnik                | Konkurencja       | Rezultat | Pozycja | Rezultat | Pozycja | Rezultat | Pozycja  | Rezultat | Pozycja | Źródło |
| ----------------------- | ----------------- | -------- | ------- | -------- | ------- | -------- | -------- | -------- | ------- | ------ |
| Marie-Charlotte Gastaud | bieg na 100 m (k) | 12.41    | 21.     | NQ       | NQ      | NQ       | NQ       | NQ       | NQ      | [ 2 ]  |

### Pływanie
| Zawodnik     | Konkurencja                   | Eliminacje | Eliminacje | Półfinał | Półfinał | Finał     | Finał | Źródło |
| Zawodnik     | Konkurencja                   | Czas       | Poz.       | Czas     | Poz.     | Czas      | Poz.  | Źródło |
| ------------ | ----------------------------- | ---------- | ---------- | -------- | -------- | --------- | ----- | ------ |
| Théo Druenne | 800 m st. dowolnym (m)        | 8:25.01    | 21.        | NQ       | NQ       | NQ        | NQ    | [ 3 ]  |
| Lisa Pou     | 10 km na otwartym akwenie (k) | —          | —          | —        | —        | 2:07:05.4 | 18.   | [ 4 ]  |

### Tenis stołowy
| Zawodnik     | Konkurencja | Eliminacje       | Runda 1          | Runda 2          | Runda 3          | 1/8 finału       | Ćwierćfinały     | Półfinały        | Finał            | Finał   | Źródło      |
| Zawodnik     | Konkurencja | Przeciwnik Wynik | Przeciwnik Wynik | Przeciwnik Wynik | Przeciwnik Wynik | Przeciwnik Wynik | Przeciwnik Wynik | Przeciwnik Wynik | Przeciwnik Wynik | Pozycja | Źródło      |
| ------------ | ----------- | ---------------- | ---------------- | ---------------- | ---------------- | ---------------- | ---------------- | ---------------- | ---------------- | ------- | ----------- |
| Yang Xiaoxin | singel (k)  | —                | Matelová P 2-4   | NQ               | NQ               | NQ               | NQ               | NQ               | NQ               | NQ      | [ 5 ] [ 6 ] |

### Wioślarstwo
| Zawodnik           | Konkurencja | Eliminacje | Eliminacje | Repasaż | Repasaż | Ćwierćfinały | Ćwierćfinały | Półfinały | Półfinały | Finał   | Finał | Miejsce | Źródło |
| Zawodnik           | Konkurencja | Czas       | M.         | Czas    | M.      | Czas         | M.           | Czas      | M.        | Czas    | M.    | Miejsce | Źródło |
| ------------------ | ----------- | ---------- | ---------- | ------- | ------- | ------------ | ------------ | --------- | --------- | ------- | ----- | ------- | ------ |
| Quentin Antognelli | jedynka (m) | 7:02.15    | 4. R       | 7:10.00 | 1. QF   | 6:58.89      | 5. SC/D      | 7:14.32   | 5. FD     | 6:54.93 | 19.   | 19.     | [ 7 ]  |